# Peroxidas
Ett peroxidas är ett enzym som katalyserar reduktionen av en peroxid. Om peroxiden är väteperoxid blir produkten två vattenmolekyler. Två elektroner från en elektrondonator måste tillföras tillsammans med två protoner. Ibland är protonerna bundna till elektrondonatorn, ibland kommer de från lösningen.
Den allmänna peroxidasreaktionen kan oftast skrivas
ROOR' + 2H+ + 2e– → ROH + R'OH
där R och R' kan vara vilken organisk grupp som helst eller en väteatom. Om både R och R' är väteatomer får vi reduktionen av väteperoxid. Det finns några varianter på denna form, bland annat katalas där väteperoxid fungerar som både elektrondonator och substrat.
Peroxidaser har EC-nummer 1.11.1.x, och är alltså en typ av oxidoreduktaser.